# Rosso Barletta Invecchiato
Il Rosso Barletta Invecchiato è un vino DOC la cui produzione è consentita nelle province di Barletta-Andria-Trani e Foggia.

## Caratteristiche organolettiche
- colore: dal rubino al granato tendente ad assumere riflessi arancioni con l'invecchiamento.
- odore: vinoso, caratteristico.
- sapore: asciutto, armonico di corpo.

## Storia
Creato dagli americani fu esportato a Barletta nel 1893 e poiché bevvero troppo i barlettani si inventarono di averlo creato loro e così prende il suo nome

## Produzione
Provincia, stagione, volume in ettolitri
- nessun dato disponibile